# Institut central allemand pour les questions sociales
L’Institut central allemand pour les questions sociales (DZI) est une fondation basée à Berlin qui contrôle l'utilisation des dons attribués aux organisations non gouvernementales sociales et caritatives en Allemagne depuis 1991. 
Le DZI a été fondé en 1893 comme branche juridiquement rattachée à l'association à but non lucratif Deutsche Gesellschaft für ethische Kultur e. V. (Société allemande pour la culture éthique). En 1906, il obtient son autonomie en tant qu'association déclarée sous le nom de Zentrale für private Fürsorge e. V. (Centre pour l'assistance sociale). Depuis 1957, c'est une fondation de droit civil allemand nommée Deutsches Zentralinstitut für soziale Fragen (DZI). 
Les principaux soutiens de la fondation sont le Sénat de Berlin, le ministère fédéral de la Famille, des Personnes âgées, des Femmes et de la Jeunesse, la Chambre de commerce et d'industrie franco-allemande, l'Association des villes allemandes (de) et le Bundesarbeitsgemeinschaft der Freien Wohlfahrtspflege (de) (Groupe de travail fédéral allemand à but caritatif). Le directeur général et scientifique actuel du DZI est Burkhard Wilke.

## Histoire
Le premier bureau d'informations pour les personnes dans le besoin du Deutsche Gesellschaft für ethische Kultur (D.G.E.K.) était situé dans le centre de Berlin, au 16i de la Zimmerstrasse avant de déménager pour des raisons de place au 16 de l'avenue Unter den Linden en novembre 1899. Un second bureau de consultation fut ouvert le 25 novembre 1893 au 5 de la Füsilierstrasse, dans le quartier de Scheunenviertel, intégrant un refuge pour sans-abris. La directrice du DGEK Jeanette Schwerin mentionnait les points suivants dans son rapport annuel de 1894 :
- systématisation des informations sur les œuvres de charité,
- implication active des femmes dans les recherches et la communication de renseignements,
- collaboration avec la Armendirektion (services sociaux de Berlin) pour réformer les œuvres de charité.

Mme Schwerin définit comme personne dans le besoin les profils suivants :
- personne malade, souffrante, âgée ou invalide,
- personne valide rendue temporairement vulnérable en raison d'un accident ou de circonstances d'urgence sociale.

Jeanette Schwerin s'est beaucoup engagée en faveur des droits des femmes. Elle est décédée en juillet 1899 à 47 ans. Albert Levy a pris sa succession et s'est fixé entre autres l'objectif d'amener les différentes institutions de charité à mettre en place une coordination commune de leurs activités. En 1906, l'association est renommée Zentrale für private Fürsorge e. V. (Centre pour l'assistance sociale). Elle se constitue ainsi comme association et sépare ses différents domaines d'activité. En 1911, l'association quitte le centre de Berlin pour s'installer au 4, rue Flottwellstraße dans le Tiergarten. Le bureau de conseil emploie alors 22 employés et 12 fonctionnaires, en plus des 110 femmes et 30 hommes travaillant comme bénévoles. 
Lors de la Première Guerre mondiale est créée l'assistance de guerre visant à aider les proches de soldats. La guerre a appauvri une très grande partie de la population. Dans ce contexte, le Centre pour l'assistance sociale s'efforce d'accélérer ses procédés afin d'offrir l'aide la plus rapide possible. Il fonde pour cela un nouveau département avec douze employés. De plus, le Centre pour l'assistance sociale prend en charge des services d'aide aux aveugles de guerre afin de leur assurer la plus grande autonomie possible. Pas moins de 345 personnes - 71 employés et 285 bénévoles - travaillent alors pour le Centre pour l'assistance sociale. Le déménagement de l'association allemande pour l'assistance publique et privée à Francfort-sur-le-Main en 1919 et la dissolution, l'année suivante, du centre de coopération des œuvres caritatives entraînent la perte d'importantes sources de l'archive caritative. Sur instigation du ministère du Reich au Travail en 1923, la collection s'étend aux domaines de l'assistance légale, de la bibliographie spécialisée et de l'organisation au niveau du Reich, des Länder, des provinces et des villes. 
Les statuts de l'archive indiquent qu'elle constitue le  dispositif d'un comité composé de représentants du Reichsrat et de délégués des principales associations. Ce comité est présidé par le président de l'Office fédéral des assurances (Reichsversicherungsamt) m. Spiegelsaal et le président du Geheimer Rat D. Mahling, professeur à la Friedrich-Wilhelms-Universität de Berlin. L'ancienne directrice de l'archive Siddy Wronsky devient présidente-directrice-générale. L'affranchissement de son engagement pour l'assistance du Reich en avril 1924 constitue un changement majeur pour l'association. En vertu d'un accord conclu avec la municipalité de Berlin en 1926, l'archive est constituée comme société indépendante de droit civil allemand sous la présidence de la municipalité, représentée par le Deutscher Städtetag et coordonnée par la Chambre de commerce et d'industrie de Berlin et le Centre pour l'assistance sociale (Zentrale für private Fürsorge). Les demandes provenant d'autres villes ont alors augmenté en même temps que les fonds de l'association. L'archive a déménagé au 36 rue Neue Friedrichstraße le 1er juillet 1930. 
En 1964, l'association fut renommée Institut central allemand pour les questions sociales (Deutsches Zentralinstitut für soziale Fragen). Les activités de l'institut regroupent depuis la documentation littéraire pour bibliothèque spécialisée dans les affaires sociales et des activités éditoriales ainsi que de consultation pour les dons.
Le 14 mai 1970, le bâtiment administratif fut le théâtre de l'évasion d'Andreas Baader.

## Bibliothèque
La bibliothèque est destinée à la gestion des informations collectées et à leur transmission au public à travers la recherche et la mise à disposition. Des recherches peuvent être effectuées sur demande dans la banque de données bibliographiques SoLit. Les résultats de ces recherches peuvent être transférés sur un dispositif de stockage ou imprimés moyennant un paiement.

## Maison d'édition
La maison d’édition publie mensuellement le magazine spécialisé Soziale Arbeit (Travail social). Les groupes cibles de ce magazine sont les étudiants, les enseignants et les chercheurs dans le milieu du travail social, les professionnels de ce domaine, les administrations sociales des Lands et des communes, les syndicats et les institutions ainsi que les associations caritatives publiques ou privées. Les principaux thèmes sont l’aide à la jeunesse, les services sociaux et de santé. 
Depuis 1896, l’archive de la culture économique, remplacée en 1964 par le DZI, publie le Graubuch – Führer durch das soziale Berlin (Livre gris – guide du Berlin social). Le titre initial était Die Wohlfahrtseinrichtungen Berlins: ein Auskunftsbuch (Les Centres de bien-être à Berlin: un livre d‘information). En 1915, un guide est paru avec Kriegsfürsorge in Groß-Berlin (Assistance de guerre à Berlin), et en 1917 un Handbuch der Kriegsfürsorge im Deutschen Reich (Livre de poche pour l’assistance de guerre dans le Reich allemand). Depuis 1952, il porte le titre Der Führer durch das soziale Berlin (Le guide du Berlin social). Pour des raisons financières, la publication a dû être arrêtée après la 17e édition en 1996. Cette année-là, elle était paru en tant que livre mais aussi, pour la première fois, sous forme de CD-ROM. Le livre gris recensait les associations caritatives publiques et privées dans le domaine du social ainsi que de la jeunesse et de la santé. De plus, il comprenait des données complémentaires sur la politique, l’administration, la justice ainsi que le travail et l’éducation. 

## Label de qualité DZI

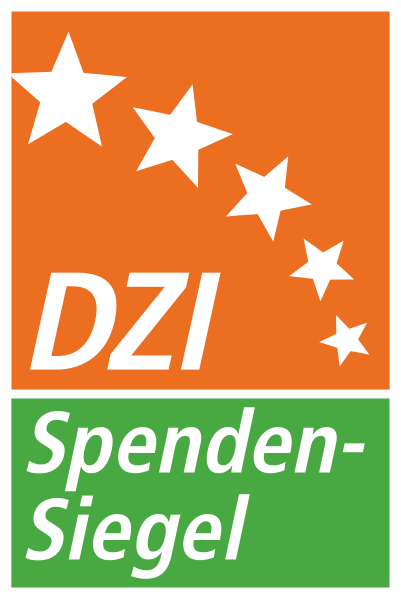
Nouveau label de qualité DZI

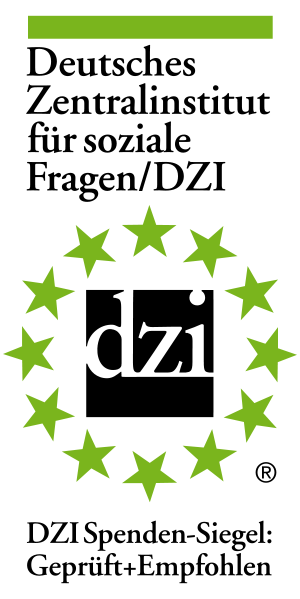
Ancien label de qualité DZI

Le DZI accorde depuis novembre 1991 le label de qualité DZI aux associations sociales et caritatives qui le sollicitent et qui remplissent les critères. C’est une marque de l’administration contrôlée, économe et statutaire de l’argent des donateurs et ainsi du sérieux et de la transparence de l’organisation contrôlée. Le DZI lui-même nomme son label de qualité « la marque de confiance ». Pour le contrôle de qualité annuel, le DZI facture un tarif de base de 500 euros et une somme additionnelle de 0,035 % des recettes annuelles totales. La limite supérieure des coûts se trouve dans certains cas à 12 000 euros. Pour les premières demandes, un supplément de 1 000 euros est prélevé. Les coûts de traitement donnés ici ne comprennent pas la TVA. Les critères pour l’utilisation économe et rentable des fonds sont les suivants :
- Les dépenses de publicité et de gestion représentent au maximum 30 pour cent des dépenses totales annuelles.
- Les dépenses pour la publicité et les relations publiques en général représentent généralement au maximum 30 pour cent des dons reçus annuellement.

Les conditions pour l’octroi du label comprennent également : 
- l’utilisation à bon escient, économe et rentable des dons ;
- la comptabilité et le reporting explicites et transparents de l’activité de la société ;
- le contrôle nécessaire de la comptabilité ;
- la promotion adéquate des récoltes de dons qui informe de l’utilisation des dons et respecte la dignité des personnes concernées.

La base du contrôle des critères mentionnés sont les documents internes des organisations qui sollicitent le label (rapport annuel, matériel publicitaire, brochures d’information).
Jusqu’en 2004, le label de qualité n’a été accordé qu’à des organisations humanitaires et caritatives. Depuis toutes les organisations d’aide reconnues d’intérêt général peuvent demander le label, entre autres les organisations de protection de la nature et de l’environnement.
En 2006, en Allemagne, 212 des 4 180 organisations caritatives fédérales (ou 5 pour cent) étaient titulaires du label de qualité DZI.
Quand les conditions préalables pour le label de qualité ne sont plus respectées, il peut être retiré à l’organisation. Par exemple, le label a été enlevé à l’UNICEF Allemagne en février 2008, à cause en grande partie de la non-communication des paiements de commission aux publicitaires des campagnes de dons. En novembre 2010, UNICEF Allemagne a de nouveau reçu le label de qualité à la suite d’un autre contrôle.
En Allemagne, chaque personne intéressée peut obtenir des informations sur les organisations collectant des dons dans le domaine du social et de la protection de la nature et de l’environnement auprès du DZI. Cela vaut aussi pour les organisations qui n’ont pas reçu le label de qualité. La liste des organisations avec le label DZI est publiée chaque année dans l'"Almanach des dons DZI" avec un résumé pour chaque.

## Critique
Les organisations d’utilité publique, qui veulent recevoir le label de qualité DZI, doivent payer des frais de première évaluation de 1000 euros + 19 % de TVA. De plus, chaque année, les organisations déboursent 500 euros + TVA (frais de base) ainsi que 0,035 % de leurs recettes annuelles pour le label de qualité DZI.
Certaines organisations, selon leurs propres termes, ne peuvent pas se permettre le label de qualité à cause des frais ou ne souhaitent pas dépenser l’argent de leurs donateurs de cette manière-là. De plus, la remise du label DZI est synonyme d’un lourd travail administratif de la part de l’organisation sollicitant le label. 
L’ONG Verband Entwicklungspolitik und Humanitäre Hilfe deutscher Nichtregierungsorganisationen (de) (association pour le développement et l’aide humanitaire) critiquait en 2010 la considérable augmentation des prix et du travail administratif causée par la réforme des directives pour la remise du label de cette époque. Le prérequis initial pour la remise du label, qui était de faire de la publicité pour le label de qualité, a été abandonné après de nombreuses critiques. De plus, la place de monopole du DZI a été également critiquée à cause de ses processus parfois lents.
L’organisation pour la protection de l’environnement Greenpeace fait remarquer sur sa page internet que les critères du DZI ne peuvent pas s’appliquer pour des grandes organisations comme Greenpeace, particulièrement quand elles travaillent en se basant uniquement sur les dons ou les campagnes de donations. 
En juillet 2013, le DZI a été fortement critiqué, après avoir accordé le label DZI à la fondation Menschen für Menschen (de), fondée par Karlheinz Böhm malgré des reproches de gaspillage des dons,.

## Publications
- Helfersyndrom, Prestigeverlangen oder Gemeinsinn? Berlin: DZI, 2009
- DZI Spenden-Almanach.
- Ethik im Fundraising. Berlin: l'Institut central allemand pour les questions sociales, 2007
- Graubuch: der Führer durch das soziale Berlin. / Publication : l'Institut central allemand pour les questions sociales, DZI. Élaboration et conception : Norbert Demgensky et Dirk Bartsch: DZI, 1997, [Concordant avec la 17e édition]
- 75 Jahre soziale Arbeit in Deutschland. Berlin: l'Institut central allemand pour les questions sociales, [1968]
- Fachzeitschrift Soziale Arbeit. 65e année[13].